# Osnovna šola Dolenjske Toplice
Osnovna šola Dolenjske Topice je osrednja izobraževalna ustanova v občini Dolenjske Topice. Obsega Osnovno šolo, ki izvaja program devetletke in pa vrtec. Ustanovitelj osnovne šole je občina Dolenjske Toplice. 
V šolskem letu 2006/2007 je vpisanih 329 učencev. Program poteka v 16 oddelkih in 5 oddelkih podaljšanega bivanja. V zavodu je tudi vrtec Gumbek, v katerega je vpisanih 110 otrok.

## Osnovna šola od leta 1841 do 1881
Na območju današnje občine Dolenjske Toplice so bile v preteklosti ustanovljene štiri ljudske šole in sicer šole v Soteski, Gorenjih Sušicah, Poljanah in Toplicah. Nastajale so v obdobju med letoma 1841 in 1879. Ustanovljene so bile kot enorazrednice. Če je število otrok naraščalo, se je tudi šola razširila v dvorazrednico, trirazrednico, celo šestrazrednico. V šoli v Toplicah in Gorenjih Sušicah je bila uvedena tudi ponavljalna šola, v kateri so se otroci učili številjenje in oblikoslovje, pravopis in spis, branje, kmetijstvo, zemljepis, zgodovino in petje. Na manjših šolah je največkrat poučeval en sam učitelj, ki je imel stanovanje v šoli. Učenci so v šolo hodili neredno. Vzrok za izostanek so bile različne bolezni, slabe vremenske razmere; morali pa so pomagati tudi pri delu na polju. Učitelji so prihajali iz različnih koncev Slovenije, bili so večkrat premeščeni, poučevali so dopoldne in popoldne, v težkih delovnih pogojih. Konec 19.stol. so v šoli spodbujali učenje kmetijstva, zato je bil okoli vsake šole velik vrt, za katerega so skrbeli učenci in učitelj, ki je tam poučeval. Ob koncu šolskega leta so razdelili učencem šolska naznanila le enkrat. Po letu 1880/81 pa so učenci dobili naznanila trikrat med letom in ob koncu leta.

## Gradnja nove šole leta 1972
Staro šolo v Dolenjskih Toplicah je sredi šestdesetih let začel razjedati zob časa. Tedanji ravnatelj gospod Vinko Cirnski si je močno prizadeval preko vseh institucij pridobiti prostor in sredstva za izgradnjo nove šole v Dolenjskih Toplicah. Imel je trdno voljo in željo, da učenci in učitelji pridobijo boljše pogoje za delo. Tudi Krajevna skupnost Dolenjske Toplice, Mestna občina Novo mesto in krajani so si vsak po svojih močeh prizadevali, da bi njihovi otroci pridobivali znanje v novih, sodobnih prostorih. Leta 1969 je bil tako izglasovan krajevni samoprispevek. Sredstva, zbrana na ta način, so bila namenjena izgradnji nove šole. Tega leta so se tudi uresničile želje vseh krajanov. Začeli so graditi novo šolo. Spomladi leta 1972 je bila proslava pred začetkom gradnje šole. Ljudje so na prireditveni prostor pripeljali les, ki so ga prispevali za gradnjo. Kolona voznikov se je vila od prireditvenega prostora do Toplic.

## Otvoritev nove šole leta 1973
Šolsko leto 1973/74 se je pričelo v novi šoli. Nasproti glavnega vhoda stoji spomenik, na katerem so vklesane besede zahvale delovnim ljudem za njihov prispevek, v spomin borcem NOB in središču osvobodilnega gibanja, Bazi 20, po kateri se je šola tudi imenovala.
Otvoritev šole je bila 29. oktobra leta 1973 ob občinskem prazniku občine Novo mesto. Na ploščadi pred šolo se je zbralo veliko ljudi iz Dolenjskih Toplic in okoliških vasi ter ostalih gostov iz občine, republike in delegacije mest ostalih republik. Šolo so  odprli ob bogatem kulturnem programu. Prisotni so si ogledali šolo z osmimi učilnicami za razredni pouk, osmimi specializiranimi učilnicami za predmetni pouk in osmimi kabineti. Poleg navedenih prostorov so bili še naslednji: telovadnica, večnamenski prostor  jedilnica, kuhinja, knjižnica, zobna ambulanta, prostor za celoletno malo šolo ter predšolsko varstvo. Učenci podružničnih šol so se prešolali v matično šolo. Pedagoški inštitut je šolo določil kot nosilca naloge za spremljanje učnih načrtov na osnovi minimalnih učnih norm. Nosilec naloge je bil dr. Jože Širec. V šolskem letu 1975/76 so se začele strokovne priprave na celodnevno šolo. V letu 1978 je na celodnevno šolo prešla razredna stopnja, v letu 1979 pa še predmetna stopnja. S tem so bile vsem učencem dane možnosti sodelovati in delati v prostovoljnih dejavnostih, komisijah in odborih.

## Prizidek k šoli leta 1988
V šolskem letu 1988/89 je bila celodnevna šola ukinjena. K šoli je bil tudi narejen prizidek, v katerem je jedilnica, zobna ambulanta, učilnica s kabinetom za glasbeno vzgojo, mala telovadnica in kabinet ter dve učilnici za učence male šole.

## Preimenovanje šole leta 1992
Po osamosvojitvi Slovenije so se začele pripravljati korenite spremembe tudi v šolstvu. Osnovna šola Baza 20 se je 1. septembra 1992 preimenovala v Osnovno šolo Dolenjske Toplice. V šolskem letu 1996/1997 je šola pridobila računalniško učilnico ter preselila gospodinjsko učilnico. 

## Praznovanje 25-letnice in uvajanje devetletke
25. septembra 1998 je šola praznovala 25-letnico nove šolske zgradbe v Dolenjskih Toplicah. Na prireditvi so predstavili kroniko šolstva, po prireditvi pa so si gostje lahko ogledali priložnostne razstave. V šolskem letu 1998/1999 se je šola prijavila na razpis za poskusno uvajanje 9-letne šole. Septembra 2000 se je začel pouk devetletke v prvem razredu.